# アルフォンソ・カルロス・デ・ボルボン (サン・ハイメ公)
アルフォンソ・カルロス・デ・ボルボン・イ・アウストリア＝エステ（スペイン語: Alfonso Carlos de Borbón y Austria-Este, 1849年9月12日 - 1936年9月29日）は、ボルボン家の人物。サン・ハイメ公を称した。カルリスタのスペイン王アルフォンソ・カルロス1世（スペイン語: Alfonso Carlos I）とされ、また正統王党派（レジティミスト）によってフランス王シャルル12世（フランス語: Charles XII）とされた。

## 生涯
モンティソン伯フアンとその妻のモデナ公女マリア・ベアトリスの次男としてロンドンに生まれた。母のマリア・ベアトリスは自由主義者であった父フアンと別居し、アルフォンソ・カルロスは兄のカルロスとともに母に引き取られてモデナで育った。
リソルジメントによってモデナ公国が消滅すると、ウィーンに移った。1868年、教皇領をリソルジメントから防衛するために教皇のズアーブ兵に加入。1870年のローマ攻防戦ではピア門を守備していたが、敗北してフランス軍艦でトゥーロンへ逃亡した。
1871年4月26日、バイエルンのクラインホイバッハにおいて、ポルトガル王だったミゲル1世の長女マリア・ダス・ネヴェス（マリア・デ・ラス・ニエベス）と結婚した。

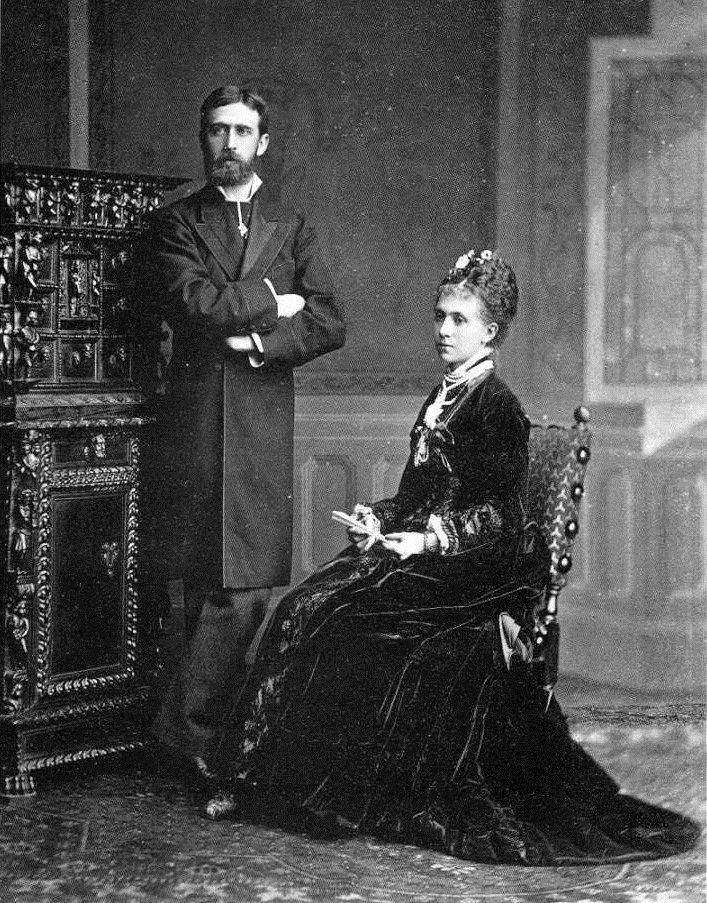
アルフォンソ・カルロスとマリア・デ・ラス・ニエベス

第三次カルリスタ戦争中、アルフォンソはカタルーニャのカルリスタ軍を指揮した。アルペンスの戦いやクエンカの包囲で軍功を挙げたものの、この戦争はカルリスタ側の敗北に終わった。
1931年に甥ハイメが死去すると、両王位の請求権とアンジュー公位を受け継いだ。
1936年9月28日、ウィーンの通りを歩行中に軍用トラックにはねられて翌日に死去した。遺体はプッフハイム城に葬られた。
マリア・デ・ラス・ニエベスとの間に子供が生まれなかったことから、アルフォンソ・カルロスの代でボルボン家のカルリスタ王位請求者の男系は途絶えた。その後カルリスタは、アルフォンソ・カルロス自身が後継に指名していたパルマ公子サヴェリオ（マリア・デ・ラス・ニエベスの甥）の他、フランス王位請求権を継承したアルフォンソ13世の諸子、トスカーナ大公子カルロス・ピオ（姪ブランカの末子）を推す諸派に内部分裂した。